# Tabanus muscoides
Tabanus muscoides är en tvåvingeart som beskrevs av Toumanoff 1950. Tabanus muscoides ingår i släktet Tabanus och familjen bromsar. Inga underarter finns listade i Catalogue of Life.